# Petra Hammesfahr
Petra Hammesfahr (ur. 10 maja 1951 w Titz pod Düren) – niemiecka pisarka i scenarzystka, pisząca głównie powieści kryminalne i thrillery.

## Życiorys
Zaczęła pisać mając lat 17, jednak jej teksty były regularnie odrzucane przez wydawnictwa. Zadebiutowała w czerwcu 1989 r., publikując opowiadanie na łamach Playboya. W 1991 r. ukazała się jej pierwsza powieść, zatytułowana Wer zweimal lebt, ist nicht unsterblich. Jej powieści, umiejętnie łączące kryminalną intrygę z analizą psychologiczną bohaterów, szybko zdobyły uznanie czytelników. Od połowy lat 90. należy do najpopularniejszych twórców literatury kryminalnej w Niemczech.
Jest zamężna, ma trójkę dzieci. Mieszka w miejscowości Karpen, w okolicach Kolonii.
W przekładzie na język polski ukazały się cztery powieści Petry Hammesfahr: Grzesznica, Matka (obie 2004), Grabarz lalek (2005) oraz Szefowa (2006) – wszystkie nakładem wydawnictwa Bellona.

## Nagrody i wyróżnienia
- 1995 – Rheinischer Literaturpreis Siegburg za powieść Der gläserne Himmel
- 2000 – Wiesbadener FrauenKrimiPreis za powieść Die Mutter
- 2002 – Burgdorfer Krimipreis

## Twórczość

### Powieści i opowiadania
- 1991 Wer zweimal lebt, ist nicht unsterblich (powieść kryminalna)
- 1991 Marens Lover (powieść kryminalna)
- 1991 Das Geheimnis der Puppe (powieść)
- 1991 Die Frau, die Männer mochte (thriller)
- 1992 Am Ende des Sommers (powieść kryminalna)
- 1992 Geschwisterbande (Geschwisterbande)
- 1992 Der Engel mit den schwarzen Flügeln (powieść)
- 1993 Merkels Tochter (powieść kryminalna)
- 1993 Brunos grosse Liebe (powieść)
- 1993 Der stille Herr Genardy (thriller)
- 1993 Die Augen Rasputins (thriller)
- 1994 Verbrannte Träume (powieść kryminalna)
- 1995 Betty (powieść)
- 1995 Der gläserne Himmel (powieść)
- 1997 Heiss und kalt (powieść)
- 1999 Die Sünderin (powieść; wyd. pol. pt. Grzesznica, 2004)
- 1999 Der Puppengräber (powieść; wyd. pol. pt. Grabarz lalek, 2005)
- 2000 Die Mutter (powieść; wyd. pol. pt. Matka, 2004)
- 2001 Der Ausbruch (opowiadania)
- 2001 Die Chefin (powieść; przeróbka powieści Betty; wyd. pol. pt. Szefowa, 2006)
- 2000 Lukkas Erbe (powieść)
- 2001 Meineid (powieść)
- 2002 Roberts Schwester (powieść; zmienione wydanie powieści Geschwisterbande)
- 2002 Das letzte Opfer (powieść)
- 2003 Die Lüge (powieść)
- 2003 Bélas Sünden (powieść)
- 2004 Die Freundin (powieść)
- 2004 Mit den Augen eines Kindes (powieść)
- 2004 Ein süßer Sommer (powieść; inne wydanie powieść Am Ende des Sommers)
- 2005 Der Schatten (powieść)
- 2005 Seine große Liebe (powieść)
- 2006 Am Anfang sind sie noch Kinder (powieść)
- 2008 Erinnerung an einen Mörder (powieść)
- 2011 Der Frauenjäger (powieść)

### Scenariusze
- 1997 Heiß und kalt, dwuczęściowy film TV, reżyseria Rolf von Sydow
- 1997 Der stille Herr Genardy, film TV, reżyseria: Carlo Rola
- 1997 Post Mortem – Der Nuttenmörder, film TV, reżyseria: Wolfgang F. Henschel
- 2001 Der Todesengel (odcinek serialu Die Cleveren), reżyseria: Bernhard Stephan
- 2002 Im Namen der Liebe (odcinek serialu Die Cleveren), reżyseria: Bernhard Stephan

## Adaptacje filmowe
- 1997 Der stille Herr Genardy, film TV, scenariusz: Petra Hammesfahr, reżyseria: Carlo Rola
- 2008 Die Lüge, film TV, scenariusz: Kathrin Bühlig, reżyseria: Judith Kennel